# Damernas barr i gymnastik vid olympiska sommarspelen 1996
Damernas barr i gymnastik vid olympiska sommarspelen 1996 avgjordes den 21-28 juli i Georgia Dome.

## Medaljörer
| Gren | Guld                       | Silver          | Brons        |
| Barr | Svetlana Chorkina Ryssland | Bi Wenjing Kina | Ingen utsedd |
| Barr | Svetlana Chorkina Ryssland | Amy Chow USA    | Ingen utsedd |

## Resultat

### Kval
| Placering | Gymnast                  | Poäng  |
| --------- | ------------------------ | ------ |
| 1         | Simona Amânar (ROU)      | 19,675 |
| 2         | Svetlana Chorkina (RUS)  | 19,662 |
| 2         | Lilia Podkopajeva (UKR)  | 19,662 |
| 4         | Dina Kotjetkova (RUS)    | 19,625 |
| 5         | Dominique Dawes (USA)    | 19,612 |
| 6         | Amy Chow (USA)           | 19,599 |
| 7         | Lavinia Miloșovici (ROU) | 19,587 |
| 8         | Bi Wenjing (CHN)         | 19,575 |

### Final
| Placering        | Gymnast                  | Ordning | J1   | J2   | J3   | J4   | J5   | J6    | Totalt |
| ---------------- | ------------------------ | ------- | ---- | ---- | ---- | ---- | ---- | ----- | ------ |
|                  | Svetlana Chorkina (RUS)  | 5       | 9,85 | 9,85 | 9,85 | 9,85 | 9,85 | 9,90  | 9,850  |
|                  | Amy Chow (USA)           | 7       | 9,85 | 9,80 | 9,80 | 9,90 | 9,85 | 9,85  | 9,837  |
| Bi Wenjing (CHN) | 8                        | 9,85    | 9,80 | 9,75 | 9,85 | 9,90 | 9,85 | 9,837 |        |
| 4                | Dominique Dawes (USA)    | 4       | 9,80 | 9,80 | 9,80 | 9,80 | 9,75 | 9,85  | 9,800  |
| 5                | Simona Amânar (ROU)      | 6       | 9,80 | 9,75 | 9,70 | 9,80 | 9,80 | 9,80  | 9,787  |
| 5                | Dina Kotjetkova (RUS)    | 3       | 9,75 | 9,80 | 9,80 | 9,85 | 9,75 | 9,80  | 9,787  |
| 5                | Lilia Podkopajeva (UKR)  | 1       | 9,75 | 9,80 | 9,75 | 9,80 | 9,80 | 9,80  | 9,787  |
| 8                | Lavinia Miloșovici (ROU) | 2       | 9,80 | 9,70 | 9,70 | 9,80 | 9,75 | 9,75  | 9,750  |